# Ujamaa
Ujamaa (Nederlands: gemeenschapszin, familieband) is een woord afkomstig uit het Swahili dat de grondslag vormt voor de politieke ideologie van de vroegere president Julius Nyerere van Tanzania. In 1967 (Verklaring van Arusha) werd het de officiële ideologie van de Tanganyika African National Union (TANU) en later van de Chama Cha Mapinduzi (CCM). Ujamaa wordt gerekend tot het Afrikaans socialisme.
In 1967 presenteerde Nyerere Ujamaa middels zijn Arusha Declaration als het ontwikkelingsmodel voor Tanzania. Hij vatte Ujamaa weliswaar op als een vorm van socialisme, maar het was een socialisme gebaseerd op de Afrikaanse (in dit geval Oost-Afrikaanse) tradities. Ujamaa gaat uit van een agrarische samenleving. Ieder individu dient de gemeenschap ("familie"), een Ujamaa-dorp. Natuurlijke hulpbronnen, met name het land, zijn onderdeel van de gemeenschap en behoren niet toe aan het individu. Dat wil niet zeggen dat bezit verboden is, alleen de natuurlijke hulpbronnen zijn collectief eigendom. Om te komen tot een zo hoog mogelijke productie moet er gebruik worden gemaakt van de modernste (landbouw)technieken en moet er worden samengewerkt (collectivisme). De opbrengst van de oogst wordt verdeeld binnen de gemeenschap. Vanwege de villagisation (collectivisering) moesten mensen hun eigen boerderij verlaten en hun intrek nemen in een huis in het centrum van een Ujamaa-dorp. Hiertegen kwam men in verzet: Zo'n huis was misschien wel moderner dan de voorvaderlijke boerderij, maar het was geen persoonlijk eigendom en was collectief eigendom van het dorp.
Er werd belangrijke vooruitgang geboekt op de volgende terreinen: analfabetisme werd sterk teruggedrongen, afname kindersterfte door goede medische voorzieningen en scholing, het creëren van een nationale identiteit, afname spanningen tussen verschillende stammen en volkeren.
Met steden en verstedelijking had Nyerere niet veel: steden hadden volgens hem een negatieve invloed op traditionele Afrikaanse leven.
Door slecht management en slechte planning pakte Ujamaa op economisch gebied slecht uit. De oogsten vielen tegen en vanaf de jaren tachtig waren er voedseltekorten. Ook waren er negatieve effecten op de ecologie, vanwege de intensieve landbouw was de bodem uitgeput geraakt. Vanaf het begin van de jaren negentig werd het Ujamaa-concept losgelaten als officiële ideologie en werd het economisch liberalisme doorgevoerd. Omdat Ujamaa vrij eenzijdig is ontwikkeld door Nyerere als economisch model en er nauwelijks aandacht uitging naar de uitbouw van het gemeenschapsleven, is Ujamaa volledig in onbruik geraakt. Had men de dorpsbewoners hun eigen boerderij gegund, een stukje land in eigendom gegeven en de dorpelingen gezamenlijk het gemeenschappelijke land laten bewerken, dan had Ujamaa kans van slagen gehad. In die zin zou Ujamaa ook meer hebben aangesloten bij de tradities. Nyerere wilde van Tanzania echter een moderne landbouwstaat maken en zo tot een voorbeeld stellen voor andere Afrikaanse landen, dat is begrijpelijk, maar het heeft niet zo uitgepakt. Nyerere had dichter bij de traditie moeten blijven en zich minder moeten laten leiden door buitenlandse ideologieën.

## Kenmerken
Kenmerken van Ujamaa:
1. Het creëren van een eenpartijstaat met de TANU (later: CCM) als enige toegelaten partij, met als doel eenheid onder de bevolking te bevorderen;
2. de institutionalisering van sociale, economische en politieke gelijkheid door het stichten van een centrale democratie; afschaffing van discriminatie op basis voor sociale status; de nationalisatie van grote industrieën;
3. collectivisatie van de lokale productiecapaciteit (Villagisation);
4. zelfvoorziening van het Tanzania: het land moet zelf voldoende produceren om van te leven, economisch afhankelijkheid moet worden tegengegaan. De eigen cultuur moet een impuls krijgen en men moet zich niet richten op het Westen of het Oosten, maar op Afrika;
5. gratis en verplicht onderwijs;
6. het creëren van een Tanzaniaanse identiteit, minder invloed van stammenculturen.